# Maurizio Rasero
Maurizio Rasero (Asti, 30 ottobre 1973) è un politico italiano, sindaco di Asti dal 26 giugno 2017 e presidente dell'omonima provincia dal 16 settembre 2022.

## Biografia
Aderisce sin da giovane a Forza Italia, dopo una breve precedente parentesi avuta nella Lega Nord, e vi milita fino alla sua elezione a consigliere comunale del capoluogo astigiano in occasione delle elezioni comunali del 2002.
Ha ricoperto la carica di assessore provinciale e poi di assessore comunale ad Asti, con delega alle manifestazioni e al commercio, nella giunta di Giorgio Galvagno.
Alle elezioni comunali del 2017 si candida sindaco di Asti alla guida di una coalizione di centrodestra, venendo eletto primo cittadino il 26 giugno.
È stato vicepresidente della Banca di Asti dall'aprile 2013 sino al 29 settembre 2017, giorno nel quale ha rassegnato le dimissioni per dedicarsi a tempo pieno alla carriera politica.
Nella sua attività politica e lavorativa ha partecipato a diverse attività paliofile e al patrocinato del comune per il gay pride astigiano del 2020.
Ricandidatosi alle comunali del 2022, viene rieletto al primo turno con il 55,65% delle preferenze.